# Дідак Бунтич
Дідак Бунтич (9 жовтня 1871 — 3 лютого 1922) — францисканський чернець і викладач з Боснії та Герцеговини.

## Біографія
Бунтич народився 9 жовтня 1871 року. Наступного дня він був охрещений як Франьо Бунтич. Він вступив до францисканського ордену в 1888 році (прийнявши ім'я Дідак) і закінчив семінарію в 1894 році.
Наступного року він почав викладати в гімназії в Широкому Брієгу. За його часів у Широкому Брієгу була побудована церква Успіння Пресвятої Богородиці. Він став директором школи в 1911 р. І почав заохочувати навчання дітей із сусідніх сіл. У 1919 році він допоміг відкрити школу в Загребі для навчання учнів з Герцеговини. Того ж року він став главою францисканської провінції Успіння Пресвятої Діви Марії та переїхав до Мостара .
Він помер у 1922 році на Читлуцькому полі від серцевого нападу, шукаючи можливості для меліорації.
 

## Діяльність
У 1920 році він був обраний до Конституційної Асамблеї Королівства сербів, хорватів та словенців членом Хорватської народної партії .
У роки голоду під час Першої світової війни він забезпечив проживання в Славонії та Сріємі приблизно для 17 000 голодних дітей Герцеговини, а за допомогою І. Кршняві, С. Сркуля та В. Хайнцля він відкрив гуртожиток у Загребі для бідних студентів. Після війни на сесії Національної ради SHS (28 жовтня 1918 р.) Був обраний членом Ради. Він був власником списку Хорватської народної партії на виборах до Установчих зборів. Обраний до Тимчасових національних зборів і доклав особливих зусиль для того, щоб інваліди війни та вдови реалізували свої права, а безробітні — знайшли роботу. Час від часу писав у газетах «Хватство» (1908), «Хорватська народна громада» (1914), «Крщанська сім'я» (1914—1918), «Народна слобода» (1919—1922). Деякі його листи, важливі документи суспільно-політичного та економічного життя того часу, були опубліковані посмертно.